# Ion Baboie
Ion Ionescu Baboie (ur. 12 kwietnia 1914 w Braszowie) – rumuński lekkoatleta, chodziarz. Reprezentant kraju podczas igrzysk w Helsinkach (1952) zajął 8. miejsce w chodzie na 50 kilometrów z wynikiem 4:41:52,8. Rekord życiowy w chodzie na 50 km (4:29:41) osiągnął w 1953.